# Ctenognophos ventraria
Ctenognophos ventraria là một loài bướm đêm trong họ Geometridae.